# Yazd
Yazd (tiếng Ba Tư: یزد, /jæzd/ⓘ), trước đây gọi là Yezd,  là thủ phủ của tỉnh Yazd, Iran. Thành phố nằm cách Isfahan khoảng 270 km (170 dặm). Dân số của thành phố năm 2011 là 486.152 người. Năm 2017, thành phố lịch sử này đã được UNESCO công nhận là Di sản thế giới.
Do có nhiều thế hệ thích nghi với cuộc sống xung quanh môi trường sa mạc mà Yazd có kiến trúc Ba Tư vô cùng độc đáo. Thành phố được mệnh danh là "Thành phố thoát gió" (Ba Tư: شهر بادگیرها Shahr-e Badgirha) chính là xuất phát từ những ví dụ về các tòa nhà ở đây. Yazd cũng nổi tiếng với đền thờ Hỏa giáo, những bể chứa nước cổ đại, Qanat (kênh ngầm dẫn nước), cấu trúc hình vòm Yakhchāl và nhiều ngành nghề nổi tiếng như thủ công mỹ nghệ Ba Tư, dệt vải Ba Tư Termeh, dệt lụa, kẹo bông Ba Tư Pashmak.

## Lịch sử
Cái tên của thành phố bắt nguồn từ Yazdegerd I, một nhà cai trị thời Sassanid ở Ba Tư. Thành phố chắc chắn là một trung tâm Hỏa giáo trong suốt thời kỳ này. Sau khi Ả Rập chinh phục Ba Tư, nhiều các tín đồ Hỏa giáo đã di cư từ các tỉnh lân cận đến Yazd. Bằng cách trả tiền, Hỏa giáo được phép có mặt tại thành phố kể cả sau khi nó bị chinh phục, còn Hồi giáo chỉ dần trở thành tôn giáo chiếm ưu thế trong thành phố.
Do vị trí xa xôi của nó và khó tiếp cận nên Yazd hầu như không bị ảnh hưởng bởi các cuộc chiến tranh lớn và nó cũng không chịu sự tàn phá nào đáng kể bởi chiến tranh. Ví dụ điển hình là Yazd là nơi trú ẩn của những người khác trước sự tàn phá của Các cuộc xâm lược của Mông Cổ tại những khu vực khác của Ba Tư. Năm 1272, Marco Polo đã đến thăm thành phố và nhận xét về ngành công nghiệp lụa tơ tằm của thành phố. Trong cuốn sách Marco Polo du ký, ông đã miêu tả về Yazd.
Yazd từng có thời gian ngắn là thủ đô của triều đại Muzaffarids vào thế kỷ 14 trước khi bị nhà Injuids dưới quyền Shaikh Abu Ishaq vô hiệu nó vào năm 1350-1351. Nhà thờ Hồi giáo Friday được cho là cột mốc kiến trúc lớn nhất của thành phố cũng như nhiều tòa nhà kiến trúc khác có vào thời kỳ này. Đến thời triều đại Qajar vào thế kỷ 18, nó được cai trị bởi Bakhtiari Khans.
Dưới sự cai trị của Nhà Safavid thế kỷ 16, một số người đã di cư từ Yazd tới định cư tại khu vực hiện nay là trên biên giới giữa Iran - Afghanistan. Khu định cư được đặt tên là Yazdi, thuộc thành phố Farah, thủ phủ của tỉnh Farah, Afghanistan. Ngay cả đến ngày nay, những người dân địa phương ở đây nói chuyện với giọng rất giống với người dân của Yazd. Một trong những điều đáng chú ý ở Yazd chính là văn hóa lấy gia đình là trung tâm. Theo số liệu thống kê của Cơ quan đăng ký hộ tịch quốc gia Iran thì Yazd là một trong ba thành phố có tỷ lệ ly hôn thấp nhất ở Iran.

## Nhân khẩu học

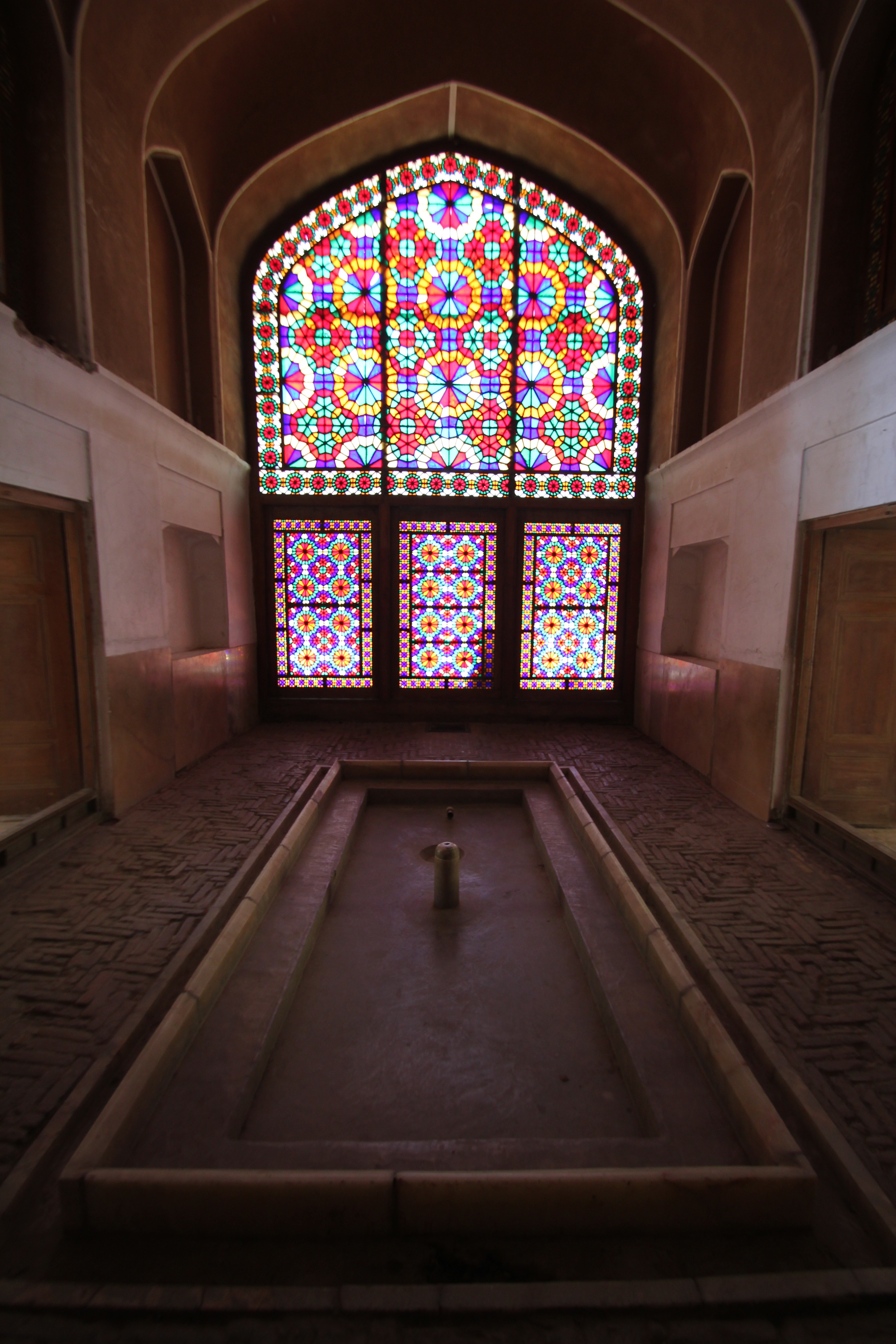
Cửa sổ trong kiến trúc của Vườn Dowlat Abad.

Theo tổng điều tra dân số của Iran năm 2011 thì Yazd có 486.152 người với 168.528 gia đình, bao gồm 297.546 nam giới và 285.16 nữ giới.

### Ngôn ngữ và dân tộc
Đa số dân cư ở Yazd là người Ba Tư và họ nói tiếng Ba Tư với giọng Yazdi khác với giọng Ba Tư của Tehran. Thành phố cũng có số lượng nhỏ các dân tộc Iran khác, đó là người Azerbaijanis và Qashqai, những người coi tiếng Ba Tư là ngôn ngữ thứ hai của họ.

### Tôn giáo
Đa số người Yazd theo đạo Hồi. Ngoài ra là lượng lớn các tín đồ Hỏa giáo. Từng có khoảng thời gian có cộng đồng Do Thái - Yazdi tương đối lớn, nhưng sau khi Israel thành lập, nhiều người đã di cư đến đó vì nhiều lý do khác nhau. Cựu tổng thống Israel Moshe Katsav là một ví dụ.
Khu bảo tồn Pir-e-Naraki là một trong những điểm hành hương quan trọng của người Hỏa giáo nay là một điểm du lịch nổi tiếng. Một số truyền thống khác của thành phố là các cuộc diễu hành và tụ họp của người Hồi giáo, bao gồm cả lễ rước kiệu azadari được tổ chức để kỷ niệm các vị tử đạo Hồi giáo. Hầu hết các sự kiện cũng được tổ chức tại các di tích quan trọng của thành phố mà từ đây du khách có thể tham quan các điểm du lịch chính tại Yazd.

## Các địa danh lịch sử
Yazd là trung tâm quan trọng về kiến trúc Ba Tư. Do khí hậu của nó khiến Yazd là một trong những nơi có mạng lưới cung cấp nước Qanat rộng lớn nhất thế giới và những người xây dựng Yazdi Qanat được coi là những người có tay nghề cao nhất ở Iran. Để đối phó với tình trạng nóng vào mùa hè, nhiều tòa nhà ở Yazd có các tháp gió tuyệt đẹp cùng với những phòng ngầm lớn. Thành phố cũng là nơi có ví dụ điển hình về các cấu trúc hình vòm Yakhchāl dùng để chứa đá lấy từ các sông băng ở vùng núi cao gần đó.
Di sản của Yazd như là một trung tâm Hỏa giáo quan trọng. Tháp Silence ở ngoại ô của thành phố cùng với một ngọn tháp trong thành phố có ngọn lửa giữ cháy liên tục từ năm 470 đến nay. Hiện nay, tín đồ Hỏa giáo có khoảng 20-40.000 người, chiếm 5-10% dân số của Yazd.
Được xây dựng vào thế kỷ 12, Nhà thờ Hồi giáo Jāmeh của Yazd là một ví dụ tuyệt vời về bức tranh khảm mang kiến trúc Ba Tư vô cùng ấn tượng. Cột tháp Minaret của nhà thờ này là cột tháp cao nhất Iran.

## Địa lý

### Khí hậu
Yazd là thành phố khô cằn nhất Iran với lượng mưa hàng năm chỉ là 49 mm và 23 ngày mưa trong năm. Nó cũng là thành phố nóng nhất bờ bắc của Vịnh Ba Tư với nhiệt độ mùa hè thường xuyên trên 40 °C (104 °F) dưới ánh mặt trời gay gắt và độ ẩm không khí rất thấp. Ngay cả vào ban đêm, nhiệt độ mùa hè cũng rất khó chịu. Vào mùa đông, vẫn có những ngày nắng nhẹ, nhưng vào buổi sáng, nhiệt độ có thể xuống tời 0 °C (32 °F).
| Dữ liệu khí hậu của Yazd                                           | Dữ liệu khí hậu của Yazd | Dữ liệu khí hậu của Yazd | Dữ liệu khí hậu của Yazd | Dữ liệu khí hậu của Yazd | Dữ liệu khí hậu của Yazd | Dữ liệu khí hậu của Yazd | Dữ liệu khí hậu của Yazd | Dữ liệu khí hậu của Yazd | Dữ liệu khí hậu của Yazd | Dữ liệu khí hậu của Yazd | Dữ liệu khí hậu của Yazd | Dữ liệu khí hậu của Yazd | Dữ liệu khí hậu của Yazd |
| Tháng                                                              | 1                        | 2                        | 3                        | 4                        | 5                        | 6                        | 7                        | 8                        | 9                        | 10                       | 11                       | 12                       | Năm                      |
| ------------------------------------------------------------------ | ------------------------ | ------------------------ | ------------------------ | ------------------------ | ------------------------ | ------------------------ | ------------------------ | ------------------------ | ------------------------ | ------------------------ | ------------------------ | ------------------------ | ------------------------ |
| Cao kỉ lục °C (°F)                                                 | 27.0 (80.6)              | 28.0 (82.4)              | 32.0 (89.6)              | 37.0 (98.6)              | 41.0 (105.8)             | 44.0 (111.2)             | 45.0 (113.0)             | 45.6 (114.1)             | 42.0 (107.6)             | 36.0 (96.8)              | 30.0 (86.0)              | 27.4 (81.3)              | 45.6 (114.1)             |
| Trung bình ngày tối đa °C (°F)                                     | 12.2 (54.0)              | 14.8 (58.6)              | 19.5 (67.1)              | 21.9 (71.4)              | 33.4 (92.1)              | 36.3 (97.3)              | 39.5 (103.1)             | 36.1 (97.0)              | 35.3 (95.5)              | 26.5 (79.7)              | 19.3 (66.7)              | 17.0 (62.6)              | 26.0 (78.8)              |
| Trung bình ngày °C (°F)                                            | 5.1 (41.2)               | 8.0 (46.4)               | 13.5 (56.3)              | 19.5 (67.1)              | 25.4 (77.7)              | 30.8 (87.4)              | 32.4 (90.3)              | 30.4 (86.7)              | 26.1 (79.0)              | 19.5 (67.1)              | 12.1 (53.8)              | 6.8 (44.2)               | 19.1 (66.4)              |
| Tối thiểu trung bình ngày °C (°F)                                  | −0.8 (30.6)              | 0.1 (32.2)               | 5.3 (41.5)               | 9.5 (49.1)               | 17.7 (63.9)              | 20.0 (68.0)              | 23.3 (73.9)              | 19.9 (67.8)              | 18.7 (65.7)              | 8.6 (47.5)               | 2.3 (36.1)               | −0.7 (30.7)              | 10.3 (50.6)              |
| Thấp kỉ lục °C (°F)                                                | −14 (7)                  | −10 (14)                 | −7 (19)                  | 0.0 (32.0)               | 5.6 (42.1)               | 11.0 (51.8)              | 16.0 (60.8)              | 12.0 (53.6)              | 2.0 (35.6)               | −3 (27)                  | −10 (14)                 | −16 (3)                  | −16 (3)                  |
| Lượng Giáng thủy trung bình mm (inches)                            | 7.0 (0.28)               | 0.8 (0.03)               | 11.0 (0.43)              | 21.9 (0.86)              | 0.6 (0.02)               | 2.0 (0.08)               | 0.0 (0.0)                | 0.0 (0.0)                | 3.0 (0.12)               | 0.0 (0.0)                | 2.0 (0.08)               | 0.0 (0.0)                | 48.3 (1.9)               |
| Số ngày giáng thủy trung bình                                      | 1                        | 3                        | 2                        | 11                       | 1                        | 1                        | 1                        | 0                        | 1                        | 0                        | 2                        | 0                        | 23                       |
| Độ ẩm tương đối trung bình (%)                                     | 53                       | 46                       | 37                       | 33                       | 25                       | 18                       | 17                       | 18                       | 19                       | 27                       | 38                       | 47                       | 32                       |
| Số giờ nắng trung bình tháng                                       | 181.6                    | 203.0                    | 207.5                    | 230.9                    | 293.9                    | 334.1                    | 340.7                    | 335.0                    | 313.1                    | 278.1                    | 217.8                    | 193.4                    | 3.129,1                  |
| Nguồn 1: Tổ chức Khí tượng Thế giới                                |                          |                          |                          |                          |                          |                          |                          |                          |                          |                          |                          |                          |                          |
| Nguồn 2: NOAA (cực đoan, trung bình, nhiệt độ và độ ẩm, 1961–1990) |                          |                          |                          |                          |                          |                          |                          |                          |                          |                          |                          |                          |                          |

## Kinh tế
Yazd được biết đến bởi chất lượng sản phẩm thảm và lụa, ngày nay nó là một trung tâm công nghiệp dệt hàng đầu tại Iran. Ngoài ra, gốm sứ, vật liệu xây dựng, đồ trang sức và bánh kẹo cũng là những sản phẩm độc đáo của thành phố. Một phần đáng kể dân số thành phố làm trong các ngành khác bao gồm nông nghiệp, sữa, luyện kim, cơ khí. Một số công ty ở Yazd cũng tham gia vào ngành công nghệ thông tin đang phát triển, chủ yếu là sản xuất cáp và đầu nối. Ngày nay, Yazd là nơi sản xuất cáp quang lớn nhất Iran.
Yazd đã mở rộng các lĩnh vực công nghiệp của mình từ những năm 1980. Với ít nhất ba khu công nghiệp chính với hơn 70 nhà máy khác nhau, Yazd đã trở thành một trong những thành phố tiên tiến nhất về công nghệ của Iran. Các tập đoàn nổi tiếng nhất bao gồm Yazd Steel, Shimi Plastic tại Yazd, và Yazd Polymer.
Kinh tế tại đây có phần đóng góp không nhỏ từ tuyến đường sắt nối Yazd với các thành phố lớn khác của Iran cùng với sự phục vụ từ sân bay Shahid Sadooghi như là một hành lang vận chuyển hàng hóa và con người Bắc-Nam quan trọng.